# Alexandra Palt
Alexandra Palt est une juriste de nationalité autrichienne, actuellement présidente du WWF-France. Auparavant, elle a été directrice générale de la responsabilité sociétale et environnementale du groupe L'Oréal et directrice générale de la Fondation L'Oréal.

## Jeunesse et formation
Alexandra Palt est née et grandit à Vienne, en Autriche.
Elle considère que le fait d’avoir grandi dans une Autriche plongée en pleine introspection sur ses responsabilités face à la Shoah est un élément déterminant dans son engagement sur les sujets sociétaux. C'est ce qui la pousse à étudier le droit à l'université de Vienne et à se spécialiser dans les droits de l'Homme. Elle entreprend notamment une thèse sur le sujet du droit pénal international et les violences contre les femmes pendant les conflits armés.

## Carrière
Alexandra Palt commence sa carrière dans un cabinet d'avocats, avant de collaborer avec Amnesty International en Allemagne. Elle y bénéficie du mentorat de la directrice générale pour l'Allemagne, dans le cadre d'un programme, Preparing young women to lead, organisé par l'Union européenne. Par la suite, elle déménage en France pour intégrer IMS-Entreprendre pour la Cité, une organisation promouvant la responsabilité sociétale des entreprises, où elle travaille sur le renouvellement urbain, la diversité et le community organizing. Elle travaille ensuite à la Halde, en 2006.
En 2008, elle fonde Fabric of Society, une société de conseil en RSE.
Alexandra Palt entre chez L'Oréal en 2012 en tant que Chief sustainability officer et prend en charge les sujets de développement durable. Elle lance en 2013 le premier programme de développement durable de l'entreprise, appelé Sharing Beauty with All, comprenant une série d’objectifs visant à améliorer l'impact environnemental et social global de tous ses produits à horizon 2020. Le second volet de ce programme, L’Oréal pour le futur, est lancé en 2020.
En septembre 2017, elle est nommée directrice générale de la responsabilité sociétale et environnementale du groupe puis devient également directrice générale de la Fondation L'Oréal ; une fondation qui s’engage pour les femmes dans trois domaines : la recherche scientifique, via le Prix L'Oréal-Unesco pour les femmes et la science, l'action climatique, notamment à travers l'initiative Women 4 Climate et la beauté inclusive avec, entre autres, les programmes Beauty for a Better Life. Elle publie régulièrement des tribunes sur ces sujets,,.
Elle intègre le comité exécutif du groupe en 2019. En 2020, elle devient également executive vice-president du fonds L’Oréal pour les femmes.
En 2022, Alexandra Palt rejoint le conseil d'administration de Maisons du Monde en tant qu'administratrice indépendante.
En juin 2024, elle quitte L’Oréal pour se consacrer à ses travaux de recherche sur un « leadership décent » face aux enjeux du XXIe siècle.
Le 18 juin 2024, elle est nommée présidente du WWF France,.

## Autres activités
En 2019, elle rejoint le Conseil Consultatif pour l'égalité femmes-hommes, instance à la composition internationale créée par Emmanuel Macron dans le cadre de la présidence française du G7, visant à aligner les standards mondiaux en matière d'égalité des sexes.
En 2021, elle publie Corporate Activisme, un livre qui revient sur les grands mouvements sociétaux tels que MeToo ou Black Lives Matter et sur l'impact de ceux-ci sur le rôle que jouent les entreprises au sein de la société. Selon elle, ces dernières ne pourront plus se contenter de faire de la communication pour répondre aux demandes des citoyens-consommateurs, mais devront considérer l'engagement comme un enjeu stratégique majeur.

## Publications
- Pourquoi les femmes vont sauver la planète, collectif, éditions Marabout, Paris, 2020  (ISBN 978-2501149440)
- Corporate Activisme, éditions Télémaque, Paris, 2021  (ISBN 978-2753304055)